# Médaille de service de longue durée de la Wehrmacht
La médaille de service de longue durée de la Wehrmacht (en allemand : Dienstauszeichnung der Wehrmacht) est une décoration militaire allemande du Troisième Reich créée le 16 mars 1936 par Adolf Hitler en vue de récompenser le personnel ayant été au service de l’Armée depuis un certain nombre d'années. Elle n'est plus distribuée après la fin de la Seconde Guerre mondiale.

## Attribution

### Années de service
Selon le nombre d'années de service, la médaille n'a pas la même classe.
- Classe spéciale - 40 années de service (en 1939) ;
- 1re classe - 25 années de service ;
- 2e classe - 18 années de service ;
- 3e classe - 12 années de service ;
- 4e classe - 4 années de service.

### Règlement
L'attribution de la médaille devait être suspendue si le militaire en question purgeait une peine de prison. Il en va de même pour les procédures judiciaires en cours qui, dans certaines circonstances, peuvent entraîner le renvoi de l'armée, et donc l'impossibilité de percevoir la médaille. En outre, la comptabilisation des années de service a été durcie, de sorte que :
- Les militaires qui exerçaient dans la République de Weimar à partir du 30 septembre 1921 (y compris les corps d'armée volontaires) et qui avaient été acceptés dans la Reichswehr sont éligibles.

- Pour les militaires qui ont démissionné puis été réembauchés, seul le temps de service réel est pris en compte[5].
- Le temps passé à l'armée par les ouvriers et les employés (civils) de la Reichswehr (à partir du 1er janvier 1921), les transférés de postes de police d'État/agences nationales de défense à la Wehrmacht, mais aussi par les civils ayant réalisé un an de réserve volontaire ou qui ont servi pendant la guerre 1914-1918 est comptabilisé comme éligible à l'obtention de la médaille[6].

Plus tard, une nouvelle médaille a vu le jour (en 1939), la médaille pour les 40 ans de service.

### Remise des médailles
La médaille est très largement attribuée dans la Wehrmacht, à tel point qu'il est impossible de chiffrer leur émission exacte. Au printemps 1940, les remises des médailles ont été reportées "à la fin de la guerre". Il y a tout de même eu des remises isolées à la fin de l'été 1941, par exemple au Generalleutnant Franz Barckhausen (de) le 4 septembre 1941. La médaille est également attribuée à titre posthume. L'attribution de la médaille donne lieu à la délivrance d’un diplôme.

## Caractéristiques

### Médailles
- Médaille de 4e classe : Médaillon rond, décoré d'une croix gammée surmontée d'un aigle et de la phrase "Treue Dienste in der Wehrmacht" (bons et loyaux services à la Wehrmacht) sur la face, de l'inscription "4" entourée d'une couronne de laurier sur le dos, bronze.
- Médaille de 3e classe : Médaillon rond, décoré d'une croix gammée surmontée d'un aigle et de la phrase "Treue Dienste in der Wehrmacht" (bons et loyaux services à la Wehrmacht) sur la face, de l'inscription "12" entourée d'une couronne de laurier sur le dos, bronze doré.
- Médaille de 2e classe : Médaille en forme de croix de Malte, décorée d'une croix gammée surmontée d'un aigle sur la face et de l'inscription "18" entourée d'une couronne de lauriers sur le dos, argent.
- Médaille de 1re classe : Médaille en forme de croix de Malte, décorée d'une croix gammée surmontée d'un aigle sur la face et de l'inscription "25" entourée d'une couronne de lauriers sur le dos, argent doré[9].
- Médaille spéciale (40 ans de service) : Semblable aux médailles de 2e et 1re classe, avec des feuilles de chêne dorées sur le ruban.

### Ruban
Le ruban est de couleur bleue et bleue foncée, en alternance par traits horizontaux. Des aigles, avec les ailes ouvertes pour la Heer et la Kriegsmarine et en vol pour la Luftwaffe, surmontant des croix gammées sont placées sur le ruban.
| Les différents rubans et aigles selon la classe | Les différents rubans et aigles selon la classe | Les différents rubans et aigles selon la classe | Les différents rubans et aigles selon la classe | Les différents rubans et aigles selon la classe | Les différents rubans et aigles selon la classe |
| ----------------------------------------------- | ----------------------------------------------- | ----------------------------------------------- | ----------------------------------------------- | ----------------------------------------------- | ----------------------------------------------- |
| Médailles de l'Heer et de la Kriegsmarine       |                                                 |                                                 |                                                 |                                                 |                                                 |
| Médailles de la Luftwaffe                       |                                                 |                                                 |                                                 |                                                 |                                                 |

### Port
La médaille est portée sur l'uniforme avec son ruban ou en barrette au-dessus de la poche gauche de la poitrine. Les rubans (s'il y en a plusieurs) doivent être appliqués dans le bon sens et côte à côte afin que l'on puisse immédiatement identifier le niveau d'ancienneté de l'insigne.

## Après-guerre

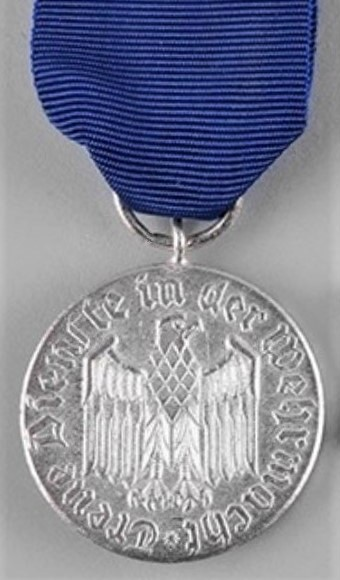
Une médaille de 1957, sans la croix gammée.

Conformément à la loi sur les titres, ordres et médailles (Ordensgesetz) du 26 juillet 1957, le port de la distinction est autorisé en République fédérale d'Allemagne, mais sans les emblèmes nazis (aigle et swastika).